# اپن۶۴
Open64 یک کامپایلر رایگان و منبع باز برای بهینه‌سازی معماری ریزپردازنده‌های Itanium و X86-64 است. این کامپایلر از کامپایلرهای SGI برای پردازنده MIPS R10000، موسوم به MIPSPro گرفته شده‌است. این کامپایلر ابتدا در سال ۲۰۰۰ به عنوان نرم‌افزار GNU GPL با نام Pro64 منتشر شد. سال بعد، دانشگاه دلاور این پروژه را تصویب کرد و نام کامپایلر را به Open64 تغییر داد. اکنون بیشتر به عنوان یک پلتفرم تحقیقاتی برای گروه‌های تحقیقاتی کامپایلر و معماری رایانه عمل می‌کند. Open64 از Fortran 77/95 و C / C ++ و همچنین مدل‌های برنامه‌نویسی حافظه مشترک OpenMP پشتیبانی می‌کند. این کامپایلر می‌تواند تجزیه و تحلیل درون محیطی(بهینه سازی درون تابع)، تجزیه و تحلیل جریان داده(تجزیه و تحلیل جریان داده)، تجزیه و تحلیل وابستگی داده(data dependence analysis) و تحلیل منطقه ای آرایه (array region analysis) را انجام دهد.

## زیرساخت‌ها
اجزای اصلی آن عبارتند از ظاهر برای C / C ++ (با استفاده از جی‌سی‌سی) و Fortran 77/90 (با استفاده از ظاهر CraySoft و کتابخانه‌ها)، تجزیه و تحلیل بین فرایندی(IPA)، بهینه‌ساز حلقه لانه (LNO)، بهینه‌ساز جهانی (WOPT)، و مولد کد (CG). علیرغم اینکهOpen64 در ابتدا برای معماری تک رایانه ای نوشته شده‌است، اما ثابت کرده‌است که می‌تواند کدهای کارآمدی را برای معماری CISC، RISC و VLIW، از جمله MIPS، x86، IA-64، ARM و سایر موارد تولید کند.

## نمایندگی متوسط
یک نمایش متوسط سلسله مراتبی (IR) با پنج سطح اصلی در این کامپایلر استفاده می‌شود تا به عنوان رابط مشترک بین تمام اجزای frontend و backend عمل کند. این IR به نام WHIRL نامگذاری شده‌است.

## نسخه‌ها
نسخه اصلی Open64 که در سال ۲۰۰۲ منتشر شد فاقد l,gn کد خط لوله سازی نرم‌افزار بسیار پیشرفته خود بود و فقط یک مولد کد ابتدایی برای Itanium داشت. کل کامپایلر اصلی MIPSPro، با این مولد کد، تحت مجوز تجاری به عنوان کامپایلر Blackbird از Reservoir Labs در دسترس است. Showdown Paper مولد کدی را که در Open64 وجود ندارد، مستند می‌کند. کامپایلر بسیار پیشرفته Tilera که برای برای تراشه ۶۴ هسته ای TILE64 می‌باشد مبتنی بر Blackbird است.
Open64 در بسیاری از چنگال ها(forks) وجود دارد که هر یک از آنها دارای ویژگی‌ها و محدودیت‌های مختلفی هستند. شاخه «کلاسیک» Open64 که همان (Open Research Compiler (ORC است فقط برای (Itanium (IA-64 کد تولید می‌کند و بودجه آن توسط اینتل(Intel) تأمین شده‌است. تلاش ORC در سال ۲۰۰۳ پایان یافت و شعبه رسمی فعلی (که از پروژه اینتل ORC نشات گرفته‌است) توسط هیولت پاکارد و آزمایشگاه معماری رایانه ای و سیستم‌های موازی دانشگاه دلاور (CAPSL) مدیریت می‌شود.
شاخه‌های مهم دیگر شامل کامپایلرهای Tensilica و AMD x86 Open64 Compiler Suite است.
انویدیا نیز از یک چنگال Open64 برای بهینه‌سازی کد در ابزار ابزار CUDA خود استفاده می‌کند.

### انتشار نسخه 64 Open
| نسخه  | تاریخ انتشار |
| ----- | ------------ |
| ۵٫۰   | ۲۰۱۱-۱۱-۱۱   |
| ۴٫۲٫۴ | ۲۰۱۱-۰۴-۱۲   |
| ۴٫۲٫۳ | ۲۰۱۰-۰۴-۰۹   |
| ۴٫۲٫۱ | ۲۰۰۸-۱۲-۰۸   |
| ۴٫۲   | ۲۰۰۸-۱۰-۰۱   |
| ۴٫۱   | ۲۰۰۷-۱۲-۰۳   |
| ۴٫۰   | ۲۰۰۷-۰۶-۱۵   |
| ۳٫۱   | ۲۰۰۷-۰۴-۱۳   |
| ۳٫۰   | ۲۰۰۶-۱۱-۲۲   |
| ۲٫۰   | ۲۰۰۶-۱۰-۰۲   |
| ۱٫۰   | ۲۰۰۶-۰۹-۲۲   |
| ۰٫۱۶  | ۲۰۰۳-۰۷-۰۷   |
| ۰٫۱۵  | ۲۰۰۲-۱۱-۳۰   |
| ۰٫۱۴  | ۲۰۰۴-۰۳-۰۳   |
| ۰٫۱۳  | ۲۰۰۲-۰۱-۱۰   |

### انتشار نسخهٔ AMD x86 Open64
| نسخه    | تاریخ انتشار |
| ------- | ------------ |
| ۴٫۵٫۲٫۱ | ۲۰۱۳-۰۳-۲۸   |
| ۴٫۵٫۲   | ۲۰۱۲-۰۸-۰۸   |
| ۴٫۵٫۱   | ۲۰۱۱-۱۲-۱۹   |
| ۴٫۲٫۴   | ۲۰۱۰-۰۶-۲۹   |
| ۴٫۲٫۳٫۲ | ۲۰۱۰-۰۵-۱۷   |
| ۴٫۲٫۳٫۱ | ۲۰۱۰-۰۱-۲۹   |
| ۴٫۲٫۳   | ۱۱-۱۱-۲۰۰۹   |
| ۴٫۲٫۲٫۳ | ۲۰۰۹-۱۱-۲۳   |
| ۴٫۲٫۲٫۲ | ۲۰۰۹-۰۸-۳۱   |
| ۴٫۲٫۲٫۱ | ۲۰۰۹-۰۶-۰۳   |
| ۴٫۲٫۲   | ۲۰۰۹-۰۴-۲۴   |

## پروژه‌های توسعه فعلی
Open64 همچنین در تعدادی از پروژه‌های تحقیقاتی مانند Unified Parallel C و کارهای چند رشته‌ای سوداگرانه(speculative multithreading) در دانشگاه‌های مختلف مورد استفاده قرار می‌گیرد. مجمع توسعه دهندگان Open64 2010 پروژه‌های انجام شده در Absoft، AMD، آکادمی علوم چین(آکادمی علوم چین)، دانشگاه فودان، HP، دانشگاه ملی Tsing Hua , انویدیا , Tensilica، دانشگاه Tsinghua و دانشگاه هوستون را توصیف می‌کند. آکادمی علوم چین، Open64 را به پلتفرم Loongson II منتقل کرده‌است.
AMD با بهینه‌سازی‌های طراحی شده برای پیشرفت پردازنده چند هسته ای x86 و توسعه کد چند رشته‌ای، Open64 را توسعه داده و تولید کرده‌است. AMD از Open64 به عنوان کامپایلر مکمل GCC پشتیبانی می‌کند.
پروژه OpenUH دانشگاه هوستون، که مبتنی بر Open64 است، نسخه جدیدی از مجموعه کامپایلرهای خود را در نوامبر ۲۰۱۵ منتشر کرد.